# Cidaris elegans
 (décembre 2018).
Si vous disposez d'ouvrages ou d'articles de référence ou si vous connaissez des sites web de qualité traitant du thème abordé ici, merci de compléter l'article en donnant les références utiles à sa vérifiabilité et en les liant à la section « Notes et références ».
Espèce
Synonymes
- † Cidarites elegans Münster in Goldfuss, 1826[1]
- † Nudicidaris elegans (Münster in Goldfuss, 1826)

Cidaris elegans est une espèce éteinte d'oursins du Jurassique trouvée en France.
Le nom connait un homonyme : Cidaris elegans Agassiz, 1879, un synonyme de Histocidaris elegans, qui est une espèce actuelle.